# تومو هاکالا
تومو هاکالا (فنلاندی: Tuomo Hakala؛ زادهٔ ۹ اکتبر ۱۹۵۷) بازیکن فوتبال اهل فنلاند بود.
وی همچنین در تیم ملی فوتبال فنلاند بازی کرده‌است.